# Alpi Sud-orientali
Le Alpi Sud-orientali (dette anche Alpi calcaree meridionali) sono una sezione delle Alpi, in particolare delle Alpi orientali, che si collocano soprattutto in Italia (Lombardia, Trentino-Alto Adige, Veneto e Friuli-Venezia Giulia), interessando in parte la Slovenia e marginalmente l'Austria.

## Generalità
Si distinguono dalle Alpi Centro-orientali per la loro natura geologica. Sono infatti composte da rocce sedimentarie e non da rocce cristalline. Sono inoltre separate dalla catena principale alpina dalla cosiddetta Linea Insubrica. Storicamente le suddivisioni delle Alpi non dividevano le Alpi orientali da nord a sud in considerazione della loro diversa natura geologica. Ad esempio la Partizione delle Alpi parla semplicemente di Alpi occidentali, Alpi centrali ed Alpi orientali. Ancor oggi non vi è un accordo totale sulla delimitazione geografica delle Alpi Centro-orientali e sulla loro suddivisione.

## Classificazione della SOIUSA
La Suddivisione Orografica Internazionale Unificata del Sistema Alpino (SOIUSA) introdotta nel 2005 le divide in 9 sezioni (SZ), 25 sottosezioni (STS) e 65 supergruppi (SPG):
- (28)[3] Alpi Retiche meridionali (Ortles, 3905 m)
  - Alpi dell'Ortles (Gruppo Ortles-Cevedale; Gruppo Sobretta-Gavia)
  - Alpi della Val di Non (Olmi-Luco-Roen)
  - Alpi dell'Adamello e della Presanella (Adamello; Presanella)
  - Dolomiti di Brenta (Brenta-Paganella)
- (29) Alpi e Prealpi Bergamasche (Pizzo di Coca, 3052 m)
  - Alpi Orobie (Alpi Orobie Orientali; Alpi Orobie Occidentali)
  - Prealpi Bergamasche (Occidentali; Centrali; Orientali)
- (30) Prealpi Bresciane e Gardesane (Monte Baldo, 2218 m)
  - Prealpi Bresciane (Catena Bresciana Occidentale; Catena Bresciana Orientale)
  - Prealpi Gardesane (Prealpi Giudicarie; Prealpi Gardesane Sud-occidentali; Prealpi Gardesane Orientali)
- (31) Dolomiti (Marmolada, 3342 m)
  - Dolomiti di Sesto, di Braies e d'Ampezzo (di Sesto; di Braies; Orientali di Badia; Ampezzane; Cadorine)
  - Dolomiti di Zoldo (Settentrionali di Zoldo; Meridionali di Zoldo)
  - Dolomiti di Gardena e di Fassa (di Gardena; di Fassa)
  - Dolomiti di Feltre e delle Pale di San Martino (Pale di San Martino-Feruc; Alpi Feltrine)
  - Dolomiti di Fiemme (Dolomiti Settentrionali di Fiemme; Dolomiti Meridionali di Fiemme)
- (32) Prealpi Venete (Col Nudo, 2472 m)
  - Prealpi Vicentine (Altipiani; Piccole Dolomiti; Monti Lessini)
  - Prealpi Bellunesi (Grappa; Catena Cavallo-Visentin)
- (33) Alpi Carniche e della Gail (Monte Coglians, 2780 m)
  - Alpi Carniche (Catena Carnica Occidentale; Catena Carnica Orientale; Alpi Tolmezzine Occidentali; Alpi Tolmezzine Orientali)
  - Alpi della Gail (Occidentali di Lienz; Centrali di Lienz; Orientali di Lienz; Reißkofel-Spitzegel; Latschur-Goldeck; Erzberg-Villacher)
  - Prealpi Carniche (Dolomiti Friulane; Catena Chiarescons-Cornaget-Resettum; Catena Valcalda-Verzegnis)
- (34) Alpi e Prealpi Giulie (Monte Tricorno, 2863 m)
  - Alpi Giulie (Catena Jôf Fuârt-Montasio; Catena del Canin; Catena Mangart-Jalovec; Catena della Škrlatica; Catena del Tricorno; Catena Nero-Tolminski Kuk-Rodica)
  - Prealpi Giulie (Prealpi Giulie Settentrionali; Prealpi Giulie Meridionali)
- (35) Alpi di Carinzia e di Slovenia (Grintovec, 2558 m)
  - Caravanche (Occidentali; Settentrionali; Orientali)
  - Alpi di Kamnik e della Savinja (Storžič; Raduha-Golte-Rogatec-Menina)
- (36) Prealpi Slovene (Porezen, 1630 m)
  - Prealpi Slovene occidentali (Škofjeloško-Cerkljansko-Polhograjsko-Rovtarsko)
  - Prealpi Slovene orientali (Posavje)
  - Prealpi Slovene nord-orientali (Strojna-Pohorje; Vitanje-Konjice)

## Altra classificazione

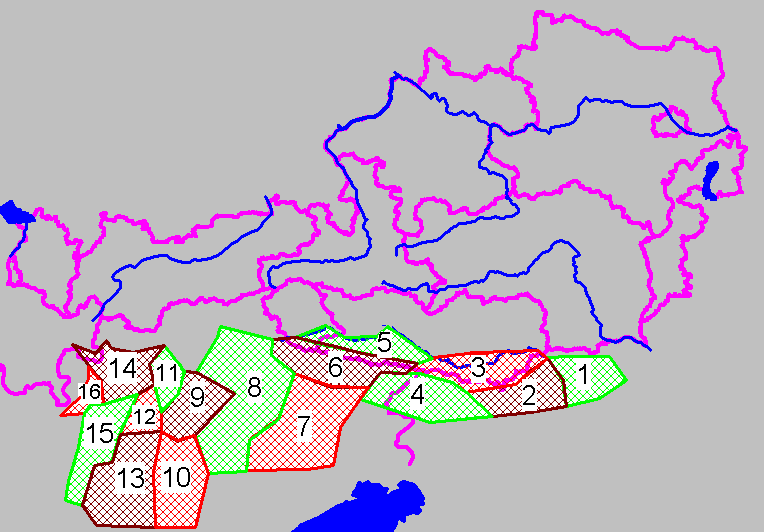
Alpi Sud-orientali.

In altre classificazioni le Alpi Sud-orientali sono così individuate:
- Pohorje (tedesco: Bachergebirge) (1)
- Alpi kamniche (2)
- Caravanche (3)
- Alpi Giulie (4)
- Alpi della Gail (5)
- Alpi Carniche (6)
- Prealpi Carniche (7)
- Dolomiti (8)
- Alpi di Fiemme (9)
- Prealpi vicentine (10)
- Massiccio di Non (11)
- Dolomiti di Brenta (12)
- Prealpi Gardesane (13)
- Massiccio dell'Ortles (14)
- Massiccio dell'Adamello-Presanella (15)
- Gruppo Sobretta-Gavia (16)

## Geologia
Le Alpi Sud-orientali si trovano sotto la linea Insubrica e fanno parte del cosiddetto Dominio Sudalpino. Sono composte principalmente di rocce sedimentarie.